# Plagiochasma cuneatum
Plagiochasma cuneatum là một loài rêu trong họ Aytoniaceae. Loài này được A. Evans mô tả khoa học đầu tiên..